# SN 2011jq
SN 2011jq – supernowa typu Ia pec, odkryta 27 grudnia 2011 roku w galaktyce M+01-14-15. W momencie odkrycia, miała maksymalną jasność 18,4m.